# Gewone dwergbladroller
De gewone dwergbladroller (Pammene fasciana) is een vlinder uit de familie bladrollers (Tortricidae). De wetenschappelijke naam is gepubliceerd in 1761 door Linnaeus.
De soort komt voor in Europa en leeft onder meer op de tamme kastanje.